# Macrosiphum walkeri
Macrosiphum walkeri är en insektsart. Macrosiphum walkeri ingår i släktet Macrosiphum och familjen långrörsbladlöss. Inga underarter finns listade i Catalogue of Life.